# خانه نائینی
خانه نائینی یکی از امکان تاریخی در همدان مربوط به اواخر دوره قاجار - اوایل دوره پهلوی است. این مکان در، خیابان طالقانی، منطقه گلپا، روبروی کوچه سامان، مدرسه صالحان هگمتان واقع شده و این اثر در تاریخ ۳ خرداد ۱۳۸۶ با شمارهٔ ثبت ۱۹۱۵۶ به‌عنوان یکی از آثار ملی ایران به ثبت رسیده است.